# 栃木県道273号東古屋上寺島線

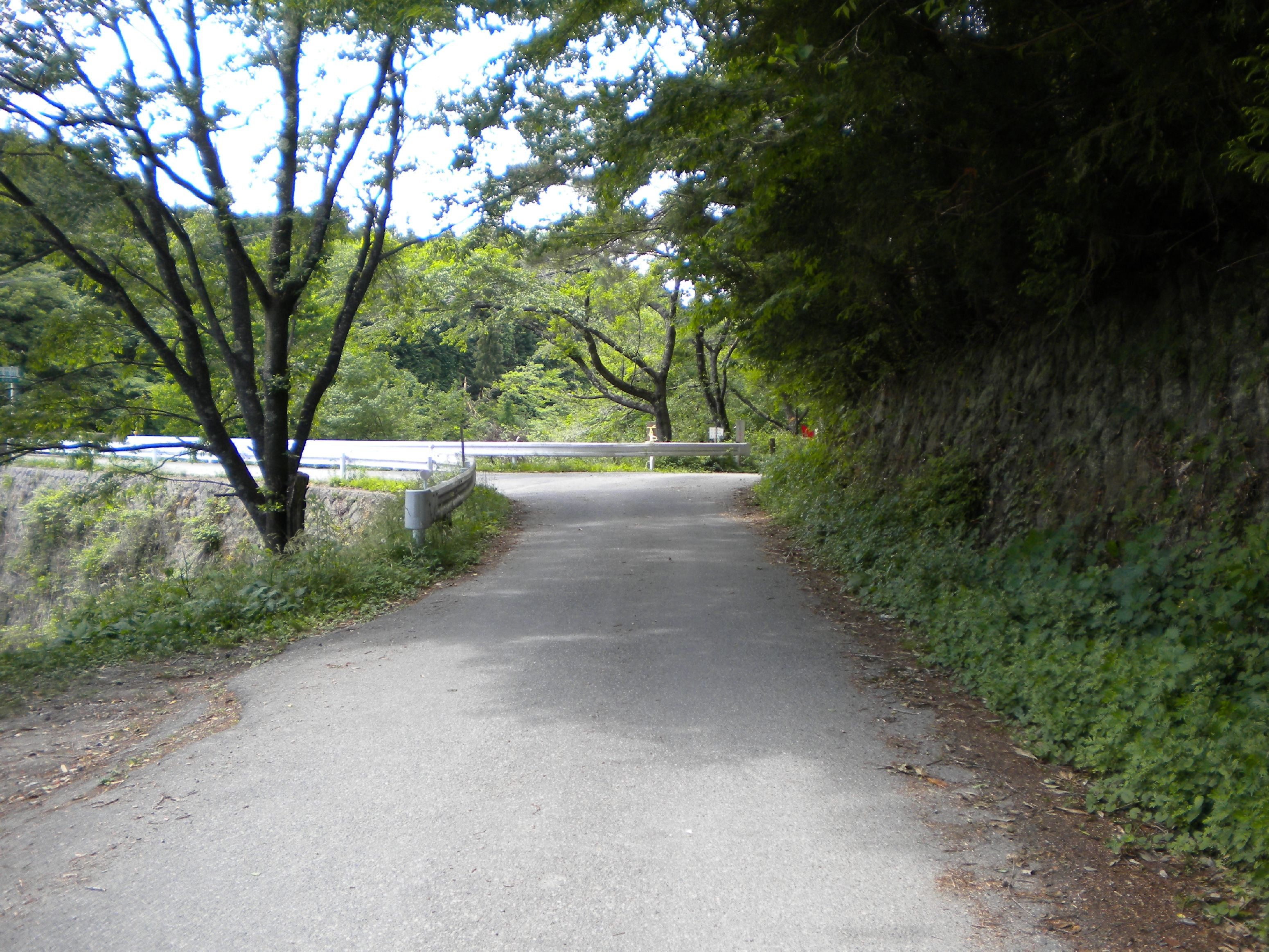
起点付近。この地点から大滝方面等へ延びる町道が接続する

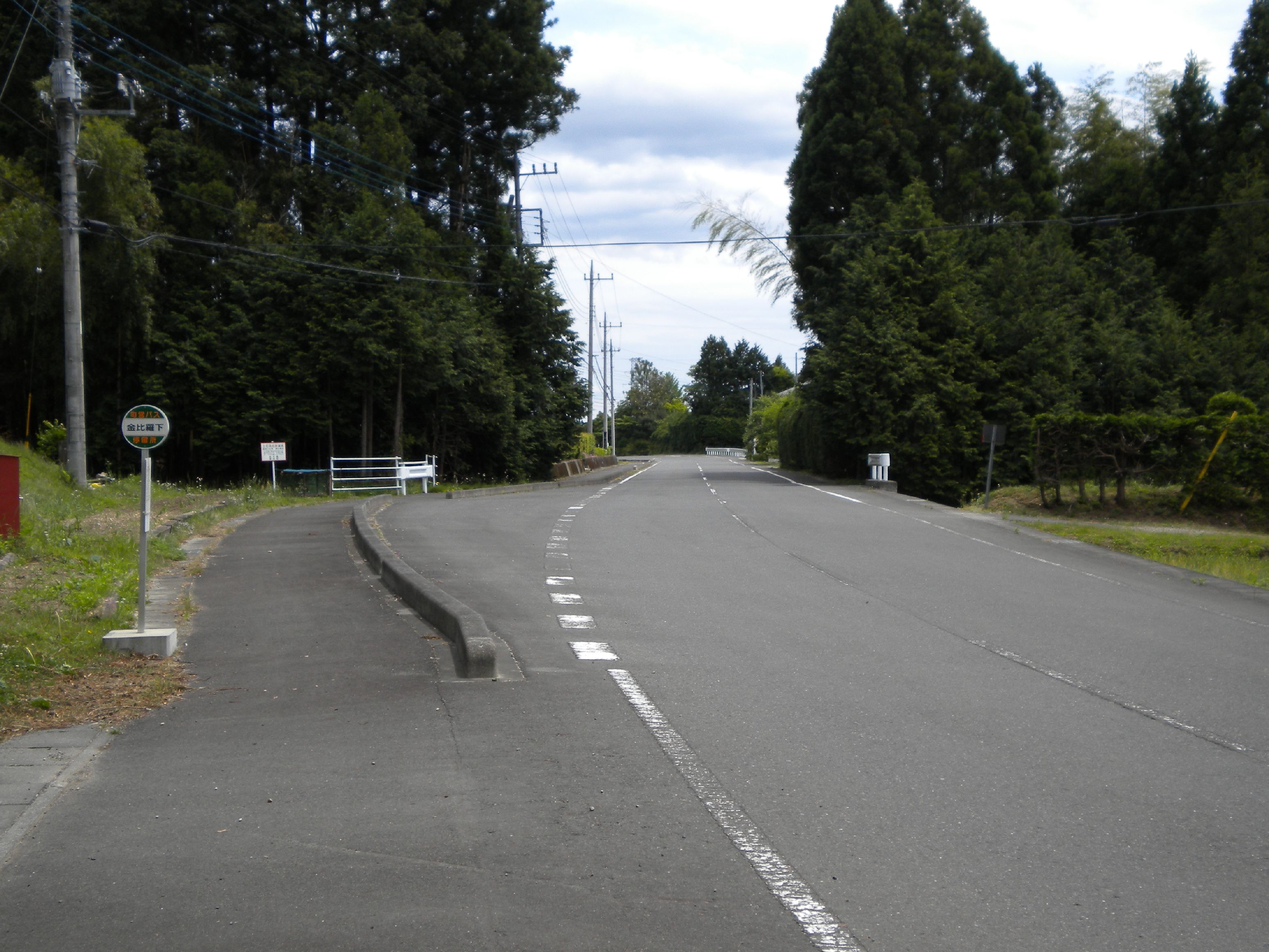
熊ノ草区公民館付近

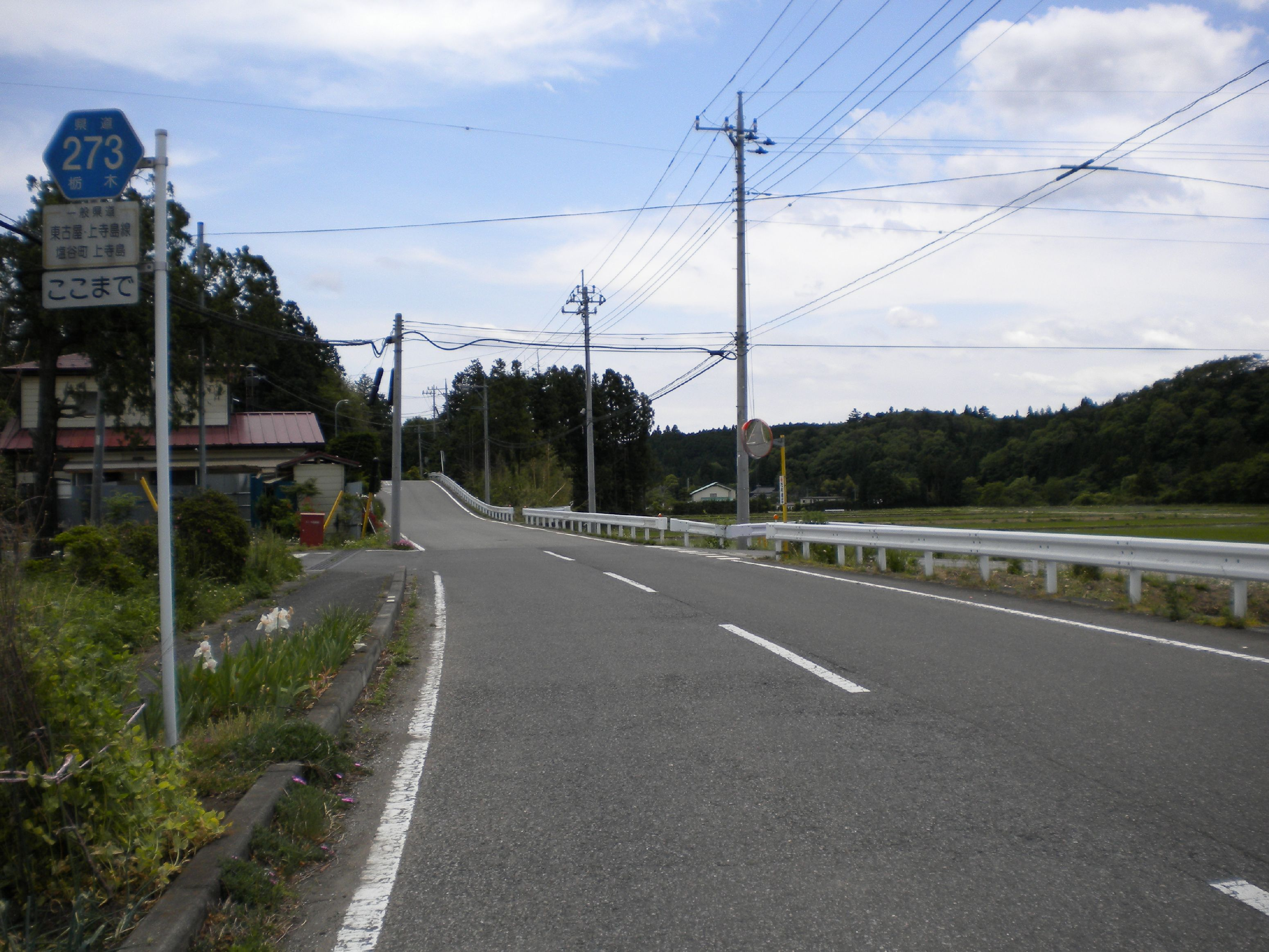
終点付近。県道を示す標識には「ここまで」の補助標識が付されている

栃木県道273号東古屋上寺島線（とちぎけんどう273ごう ひがしごやかみてらしません）は栃木県塩谷郡塩谷町内に位置する一般県道である。

## 概要
西荒川ダムや東古屋キャンプ場にほど近い東古屋の起点から西荒川に沿って下り藤原宇都宮線に接続する約5kmの路線である。起点から西荒川ダム近辺までは1.5車線道路だが、それ以降は終点まで2車線の道幅が確保されている。
県道藤原宇都宮線が合流する上寺島分岐点から起点付近の東古屋停留所までは塩谷町営バスが運行されている。

### 路線データ
- 総延長：5.621km[1]
- 実延長：5.621km[1]
- 起点：栃木県塩谷郡塩谷町大字上寺島字東古屋
- 終点：栃木県塩谷郡塩谷町大字上寺島（栃木県道63号藤原宇都宮線交点）
- 認定：1974年（昭和49年）3月29日

## 歴史
- 1974年（昭和49年）3月29日 - 一般県道として認定。

## 路線状況

### 交通量
24時間自動車類交通量（台/日）
- 栃木県塩谷郡塩谷町大字上寺島：1,500

## 地理

### 通過する自治体
- 栃木県
  - 塩谷郡塩谷町

### 沿線にある主な施設等
- 東古屋キャンプ場
- 東古屋湖・西荒川ダム
- 熊ノ草区公民館

## ギャラリー

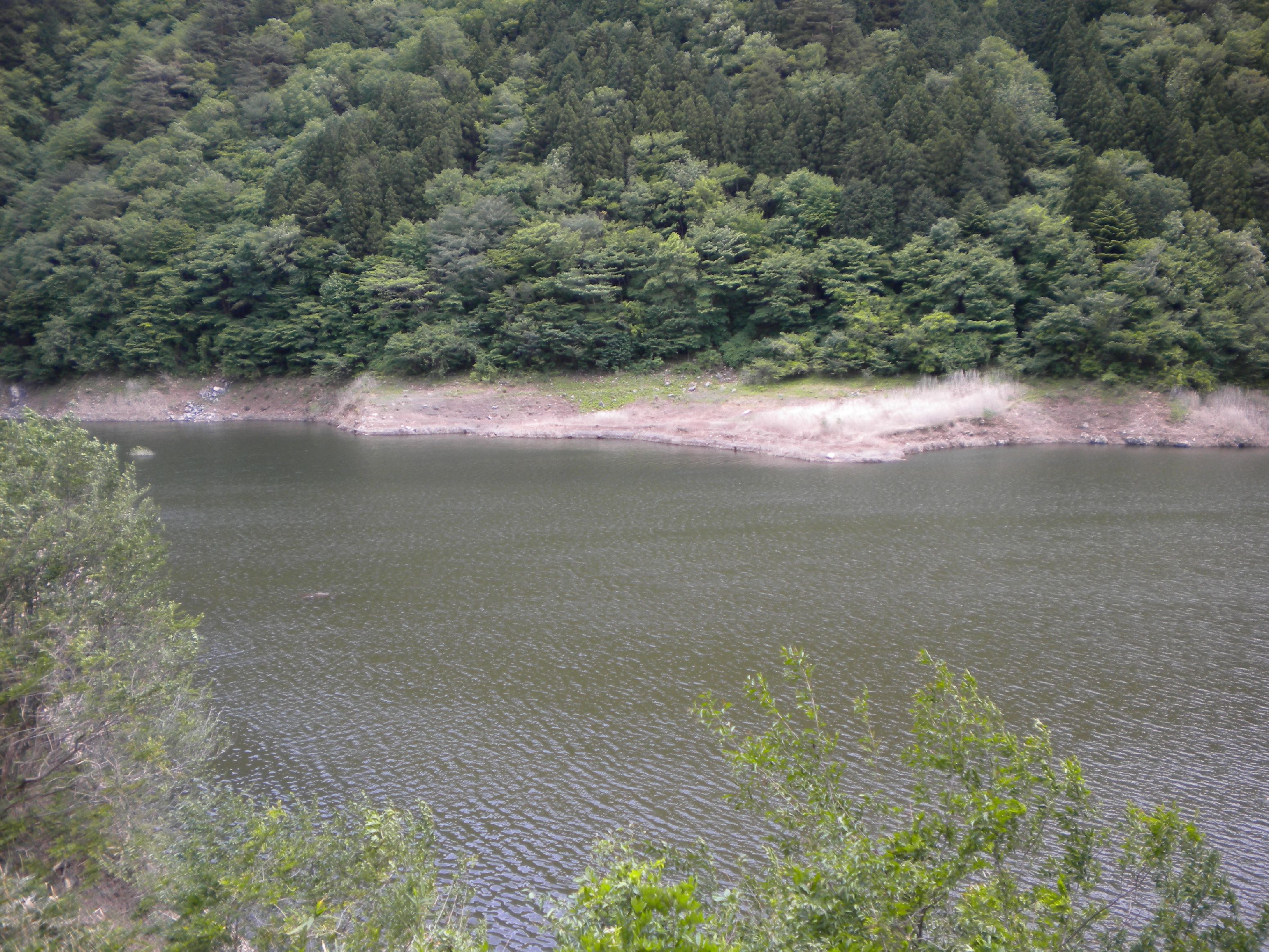
東古屋湖（西荒川ダムのダム湖）
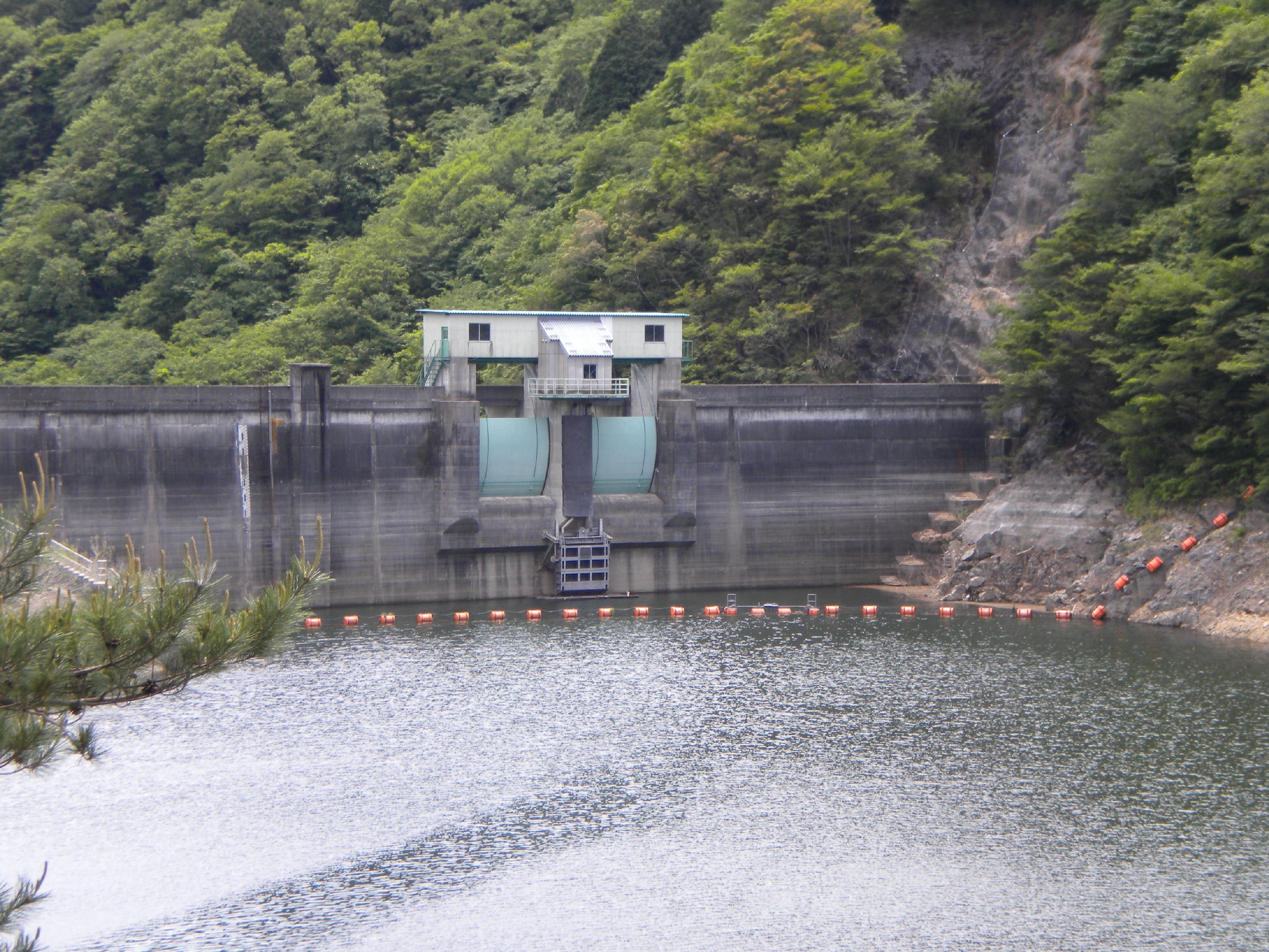
西荒川ダム